# Derecho de la Unión Europea

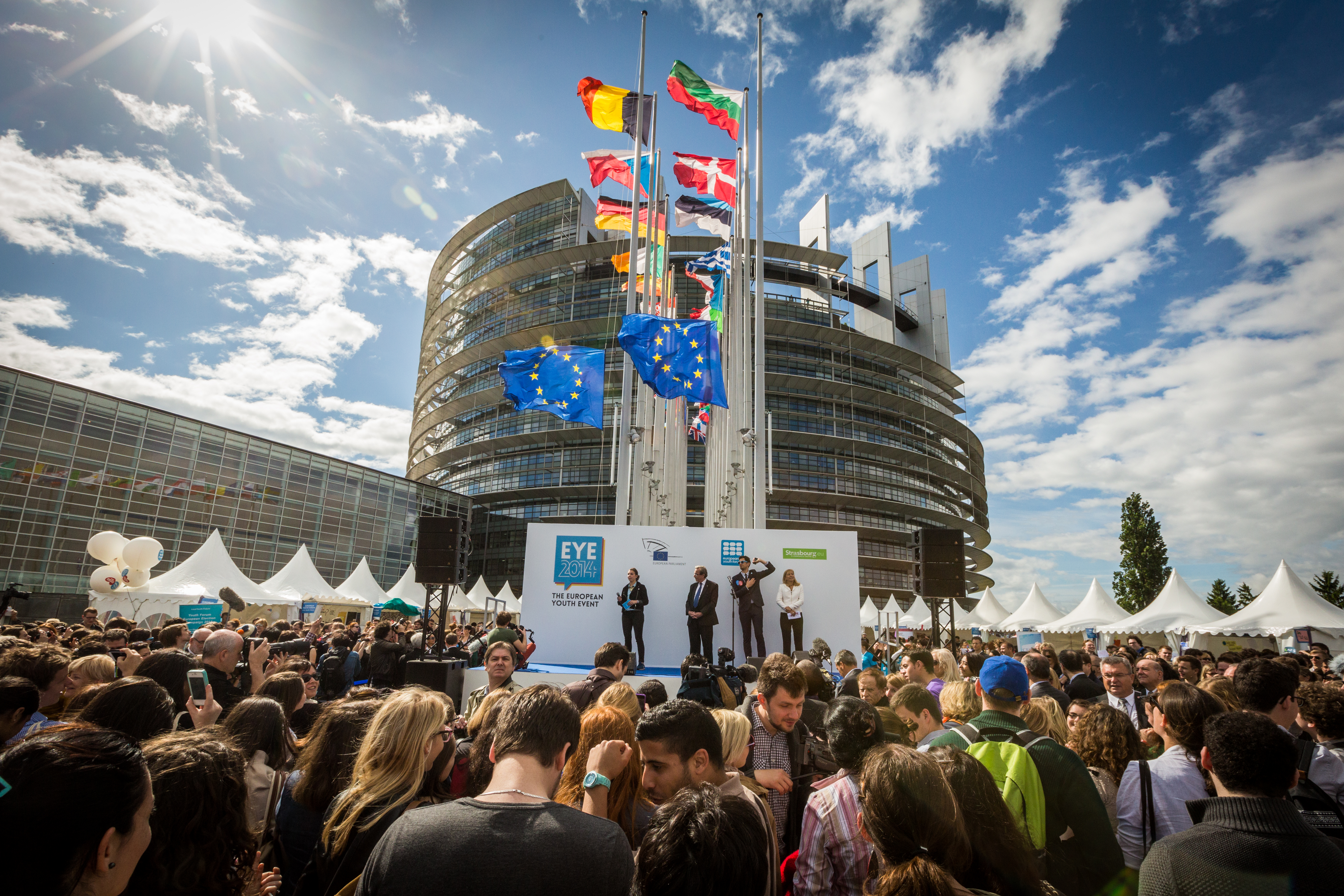
La UE tiene una población de 448 millones de personas, la economía combinada más grande del mundo, y una tasa muy alta de desarrollo humano. Destinatario del Premio Nobel de la Paz de 2012, la UE está comprometida con la "dignidad humana, la libertad, la democracia, la igualdad social, el estado de derecho y el respeto de los derechos humanos".

El Derecho de la Unión Europea, también denominado Derecho comunitario o legislación europea,es el conjunto de normas, principios y leyes vigentes en toda la Unión Europea, que se rigen a través de los Tratados constitutivos(derecho primario), y de los actos legislativos aprobados por las instituciones europeas, que ejercen sus competencias (derecho derivado). El derecho derivado se agrupa en diferentes tipos de legislación:Directivas, Reglamentos, Decisiones, Recomendaciones y Dictámenes, todos ellos publicados en el DOUE. El Derecho de la UE se caracteriza por tratarse de un orden jurídico sui géneris, diferenciado del derecho internacional así como del orden jurídico interno de los Estados, también por su supremacía sobre el derecho o legislación nacional. Su mecánica se engloba bajo una categoría propia denominada sistema comunitario o supranacional. 
Su nombre anterior derivaba de las Comunidades Europeas (CE), creadas en los años cincuenta (Comunidad Europea del Carbón y del Acero, Comunidad Económica Europea y Comunidad Europea de la Energía Atómica). Con el Tratado de la Unión Europea (TUE, más conocido como Tratado de Maastricht), de 1992, estas tres Comunidades quedan englobadas dentro de la Unión Europea. Tras la última reforma del TUE, operada por el Tratado de Lisboa, se sustituye el adjetivo «comunitario» por la perífrasis «de la Unión Europea», ya que la Comunidad Europea desaparece.
No debe confundirse este derecho con el derecho emanado del Consejo de Europa, que es una organización internacional independiente y ajena a la Unión Europea.
El Derecho de la Unión Europea es el fundamento jurídico necesario de todo el sistema político comunitario europeo.

## Características

### Primacía
El derecho emanado de las instituciones europeas en ejercicio de su poder normativo prevalece sobre el derecho nacional. Este carácter de supremacía se fundamenta en la cesión voluntaria de soberanía que los Estados miembro realizan en favor de las instituciones europeas. Tal cesión solo tiene sentido dotando de superioridad jerárquica a la norma comunitaria en materias de su competencia. Algunos autores interpretan la doctrina del Tribunal de Justicia de la Unión Europea en el sentido de que la norma comunitaria primaría incluso sobre aquellas normas nacionales de rango constitucional. Hay que señalar que esta primacía no deroga las normas nacionales que son contrarias a las de la Unión, sino que las «desplaza»; esto es, las normas nacionales contrarias a las europeas dejan de aplicarse, pero no desaparecen.
La primacía del ordenamiento comunitario es de aplicación obligatoria por parte del poder judicial. La característica no se garantiza a través de un mandato al ejecutivo o al legislativo, sino que tal y como señaló el Tribunal de Justicia de la UE, es el juez competente en una materia determinada quien está obligado a «aplicar íntegramente el derecho comunitario y proteger los derechos que éste confiere a los particulares, dejando sin aplicación toda disposición eventualmente contraria de la ley nacional anterior o posterior a la regla comunitaria»

#### Antecedentes
El principio de primacía fue instaurado por el Tribunal de Justicia tras la sentencia de 15 de julio de 1964 en la que se enfrentaba Flaminio Costa contra ENEL.
Con dicha sentencia, el Tribunal de Justicia consideró que la primacía del derecho comunitario limita el margen de maniobra a los Estados miembros impidiendo que prevalezca un derecho opuesto al de las instituciones europeas.
El Tribunal de Justicia declaraba también en esta sentencia que los Estados miembros no podían alegar la norma de reciprocidad, que es genérica del derecho internacional, por lo que existía así, la imposibilidad de que hicieran prevalecer, contra un ordenamiento jurídico por ellos aceptado sobre una base de reciprocidad, una medida unilateral. En la práctica esto supone el deber de acatar el ordenamiento jurídico de la Unión.

#### Intento de constitucionalizar el principio de primacía
El principio de primacía del derecho comunitario surge inicialmente como construcción jurisprudencial, en el afán del Tribunal de Justicia por garantizar la autonomía y unidad del derecho comunitario ante los derechos de los Estados miembros. Esta primacía intentó institucionalizarse en el Tratado por el que se establece una Constitución para Europa; sin embargo, ese tratado nunca llegó a entrar en vigor, pues franceses y neerlandeses lo rechazaron en referéndum. Sí se ha visto expresado, no obstante, en determinadas reformas constitucionales estatales a favor de la primacía del derecho europeo, como por ejemplo la Constitución de Irlanda (art. 29.4). Tal cosa, en cambio, no se da en relación con aquellas Constituciones que no se han reformado en dicho sentido (como la Española), por cuanto lo que su suprema normatividad sobre el derecho de la Unión es más discutible. De cualquier manera, los Tribunales Constitucionales nacionales han aceptado la primacía del derecho de la Unión derivado frente a las propias Constituciones, siempre y cuando este sea respetuoso, en general, con la democracia, derechos fundamentales y descentralización territorial.

#### Alcance
Como ya se dijo, la primacía de la norma comunitaria prima sobre cualquier norma de carácter nacional, ya sea una ley, un reglamento, un decreto, una resolución, una circular, etc. Y en lo que se refiere a las Constituciones nacionales, éstas también estarán sujetas a dicho principio. En relación con lo mencionado, surge la reticencia de algunos órganos jurisdiccionales nacionales a tal aplicación (en lo que respecta a la protección de derechos Fundamentales) dando lugar a la instauración por parte del Tribunal de Justicia de un conjunto de principios generales de derecho que engloban los derechos Fundamentales en el ámbito del derecho comunitario.
El Tribunal de Justicia considera que tal principio beneficia a todas las normas, no solo del derecho primario sino también a las del derecho derivado.

#### Correcta aplicación
El órgano jurisdiccional europeo encargado de velar por el respeto del principio de primacía será el Tribunal de Justicia (fue el encargado de instaurar dicho principio tras la sentencia del 15 de julio de 1964) controlando su correcta aplicación y sancionando, si se requiere, a los Estados miembros en el caso de que no cumplan con tal disposición, pudiendo y debiendo aplicar diferentes recursos, y en particular el recurso por incumplimiento.
A nivel estatal, será el juez nacional el encargado de velar por el cumplimiento de dicho principio, pudiendo hacer uso del recurso prejudicial en el caso de la existencia de dudas en lo relacionado con su aplicación.

### Aplicabilidad directa
El derecho comunitario se integra en los ordenamientos jurídicos de los países miembros, de manera que no necesitan de fórmula especial alguna para que sea insertado y pase a formar parte de los distintos ordenamientos jurídicos internos. No se puede tratar de evitar la normativa comunitaria basándose en un eventual incumplimiento del procedimiento de recepción del Estado en cuestión. En el caso de las decisiones y directivas, que sencillamente marcan unos objetivos de obligado cumplimiento dejando su ejecución en manos de cada Estado miembro, no es que se produzca una recepción propiamente dicha, sino que sencillamente la forma de ejecutar los objetivos es determinada en función del libre arbitrio de cada Estado.

### Efecto directo
Los particulares tienen derecho a invocar ante los tribunales ordinarios las disposiciones del derecho comunitario, e igualmente, éstas les conceden de manera directa derechos y obligaciones. Esta característica, pese a no estar recogida en los Tratados fundacionales, ha sido recibida de buen grado por la jurisprudencia del Tribunal de Justicia.
Cabe distinguir en primer lugar el llamado «efecto directo vertical», que es aquel que surge por la posibilidad del particular de invocar disposiciones del derecho comunitario contra los Estados miembros. También se ha de mencionar el «efecto directo horizontal», que consiste en la posibilidad de que el particular lo invoque frente a otros particulares. Este segundo tipo cuenta con muchísimas más limitaciones.
No existe un criterio nítido para determinar si una norma comunitaria posee o no efecto directo. El Tribunal de Justicia dice que al respecto se habrá de «considerar no sólo la forma del acto en cuestión, sino también su contenido, así como su función dentro del sistema del Tratado», y a ser posible, que «se preste por su naturaleza a producir efectos directos en las relaciones jurídicas entre los Estados miembros y sus justiciables». Por otro lado, el propio Tribunal sentenció que el criterio determinante para que una norma tenga efecto directo se fundamentará en que ésta sea obligatoria, y no discrecional, para el Estado miembro o la institución comunitaria en cuestión.

### Posibilidad de alegación
La llamada posibilidad de alegación es una característica sostenida por parte de la doctrina para referirse a los casos en los que pese a no existir efecto directo en una norma comunitaria, ésta puede ser alegada por el particular ante el juez nacional para apoyar una pretensión.
No obstante, los particulares no podrán sostener sus pretensiones utilizando como único argumento una disposición de derecho comunitario sin eficacia directa. De hecho, a diferencia de las normas con efecto directo, el juez ordinario no está obligado jurídicamente a tener en cuenta este tipo de disposiciones, pese a que nada le impide que al emitir su fallo, se apoye en ellas.

### Responsabilidad del Estado por incumplimiento
Esta característica surge a raíz de la sentencia del Tribunal de Justicia de 19 de noviembre de 1991, en el asunto Francovich y Bonifaci. Se admite que cuando el Estado miembro incumple las obligaciones de transposición de una Directiva comunitaria, genera una desprotección de los particulares por la ausencia de aplicación práctica de derechos que le corresponden acorde al ordenamiento jurídico comunitario. Esa desprotección, imputable al incumplimiento de las obligaciones del derecho comunitario por parte del Estado, hace surgir la responsabilidad de este, de manera que el particular podrá obtener una reparación, indemnización que garantiza la plena eficacia de las normas y la plena protección de derechos.
Hay tres requisitos fundamentales para que pueda nacer la responsabilidad de un Estado miembro. En primer lugar, los fines y objetivos de la Directiva deben tener como consecuencia una atribución de derechos al particular. Por otro lado, el contenido de tales derechos habrá de poder ser identificado utilizando las propias disposiciones de la norma comunitaria en concreto (normalmente será una directiva no transpuesta sin efecto directo). Finalmente, debe poder establecerse una relación de causalidad entre el daño producido al particular afectado y el incumplimiento de la obligación que pesa sobre el Estado miembro.